# Gouvernement de Łomża
1867–1914
Entités suivantes :
- Deuxième république de Pologne

Le gouvernement de Łomża (en russe : Ломжинская губерния, en polonais : Gubernia łomżyńska) est une division administrative de l’Empire russe, située dans le royaume de Pologne, avec pour capitale la ville de Łomża. Créé en 1867, le gouvernement exista jusqu’en 1914 et son invasion par l’armée impériale allemande.

## Géographie
Au nord le gouvernement de Łomża a une frontière commune avec l’empire allemand, au nord-est avec le gouvernement de Suwałki, à l’est avec celui de Grodno, au sud avec celui de Lublin et à l’ouest avec ceux de Varsovie et Płock.

## Subdivisions administratives
Au début du XXe siècle le gouvernement de Łomża était divisé en sept ouiezds : Kolno, Łomża, Mazoweck, Maków, Ostrów, Ostrołęka et Szczuczyn.

## Population
En 1897 la population du gouvernement était de 579 592 habitants, dont 77,3 % de Polonais, 15,7 % de Juifs et 4,8 % de Russes.